# Cirrhimuraena playfairii
Cirrhimuraena playfairii es una especie de pez del género Cirrhimuraena, familia Ophichthidae. Fue descrita científicamente por Günther en 1870.
Se distribuye por el Indo-Pacífico: Zanzíbar, Tanzania, Sudáfrica, incluida la isla Aldabra y las islas de Hawái. La longitud total (TL) es de 39 centímetros.
Está clasificada como una especie marina inofensiva para el ser humano.